# دیوید چارلز جونز
دیوید چارلز جونز (انگلیسی: David C. Jones; ۹ ژوئیهٔ ۱۹۲۱ – ۱۰ اوت ۲۰۱۳) ژنرال نیروی هوایی ایالات متحده آمریکا بود، که در فاصله سال‌های ۱۹۷۸ تا ۱۹۸۲ به‌عنوان نهمین رئیس ستاد مشترک نیروهای مسلح ایالات متحده آمریکا فعالیت می‌کرد.
جونز فعالیت نظامی را از سال ۱۹۴۳ در نیروی هوایی آمریکا به‌عنوان خلبان آغاز کرد و در جنگ جهانی دوم، جنگ کره و جنگ ویتنام حضور داشت. او از ۱۹۷۱ تا ۱۹۷۴ فرماندهی نیروهای هوایی ایالات متحده آمریکا در اروپا و آفریقا را برعهده داشت و از ۱۹۷۴ تا ۱۹۷۸ رئیس ستاد نیروی هوایی بود.